# ملعب غوانغجو إفرغراند
ملعب غوانغجو إفرغراند هو ملعب كرة قدم قيد الإنشاء في غوانجو بالصين. سيستضيف الملعب نادي غوانغجو إفرغراند تاوباو وسيتكلف 1.7 مليار دولار. الملعب على شكل زهرة اللوتس من تصميم المعماري الأمريكي حسن السيد. الملعب سيتسع 100 ألف مشجع ومن المقرر إفتتاحه في 2022.